# Jordan Parks
Jordan Parks (Queens, 6 aprile 1994) è un cestista statunitense.

## Statistiche

### College
| Anno      | Squadra     | PG | PT | MP   | TC%  | 3P%  | TL%  | RP  | AP  | PRP | SP  | PP   |
| --------- | ----------- | -- | -- | ---- | ---- | ---- | ---- | --- | --- | --- | --- | ---- |
| 2013-2014 | NCCU Eagles | 34 | 0  | 19,0 | 65,9 | 58,3 | 64,3 | 5,6 | 0,6 | 0,8 | 1,1 | 10,1 |
| 2014-2015 | NCCU Eagles | 33 | 33 | 31,6 | 66,0 | 37,5 | 66,7 | 8,3 | 0,7 | 1,1 | 0,9 | 15,6 |
| Carriera  | Carriera    | 67 | 33 | 25,2 | 66,0 | 46,4 | 65,6 | 6,9 | 0,6 | 0,9 | 1,0 | 12,8 |

### Eurocup
| Anno      | Squadra       | PG | PT | MP   | TC%  | 3P%  | TL%  | RP  | AP  | PRP | SP  | PP   |
| --------- | ------------- | -- | -- | ---- | ---- | ---- | ---- | --- | --- | --- | --- | ---- |
| 2022-2023 | Reyer Venezia | 15 | 9  | 17,5 | 49,4 | 39,3 | 80,6 | 3,3 | 1,0 | 0,8 | 0,3 | 8,3  |
| 2023-2024 | Reyer Venezia | 11 | 10 | 24,1 | 50,0 | 20,0 | 57,7 | 4,5 | 1,7 | 1,1 | 0,4 | 9,0  |
| 2024-2025 | Reyer Venezia | 16 | 14 | 25,1 | 45,6 | 32,4 | 92,5 | 5,8 | 1,4 | 0,9 | 0,4 | 10,8 |
| Carriera  | Carriera      | 42 | 33 | 22,1 | 47,9 | 31,7 | 79,4 | 4,5 | 1,3 | 0,9 | 0,4 | 9,4  |

## Palmarès

### Club
- Coppa Italia LNP: 1

GeVi Napoli: 2021